# Geocentrikus pálya

Alacsony (világoskék), és közepes (sárga) Föld körüli pálya. A fekete szaggatott vonal a geoszinkron pálya. A zöld szaggatott vonal 20.230 km-es magasság, amit a GPS műholdak használnak

A geocentrikus pálya, más néven Föld körüli pálya azoknak az objektumoknak a keringési pályája, amik a Föld körül keringenek, ilyen például a legtöbb mesterséges műhold és a Hold is.

## Kifejezések, fogalmak listája
Magasság
a keringési magassága egy tárgynak a Föld óceánjainak átlagos felülete fölött
Analemma
kifejezés a csillagászatban a Nap pozícióinak leírására az égbolton az egész év alatt. Hasonlít egy nyolcashoz.
Apszispont, tetőpont, apogeum
a legtávolabbi pont, amit egy műhold felvesz a Földtől, ahol a keringési sebessége minimális
Excentricitás
azt méri, hogy a pálya mennyire tér el egy tökéletes körtől.
Egyenlítői sík
az egyenlítőn átmenő, képzeletbeli sík, kiterjesztve  az égboltig
Szökési sebesség
a minimális sebessége egy tárgynak, amivel végleg elhagyhatja a Földet. Ha a tárgy sebessége ennél nagyobb, akkor parabolikus röppályája lesz; afölötti sebességgel pedig hiperbolikus pályája.
Impulzus
a tárgyra ható erők összesítése az alatt, ameddig hatnak rá. Mértékegysége (N·sec).
Inklináció, hajlásszög
a szög egy vonatkoztatási-sík és egy másik sík vagy keringési tengely között. Az itt használt értelemben a vonatkoztatási sík a Föld egyenlítői síkja.
Keringési jellemzők
az a hat paraméter, ami a Kepler-egyenletek szerint szükséges a pálya egyedi meghatározásához
Keringési idő, orbitális periódus
ami alatt az objektum egy teljes keringést végez a Föld körül
Apszispont, perigeum
a legközelebbi megközelítés a Földhöz képest, ahol egyúttal a keringési sebesség a legnagyobb
Sziderikus nap
ennyi idő kell ahhoz, hogy egy égi objektum 360°-ot megtegyen a Föld körül
Helyi idő
például egy napóra által mutatott idő
Sebesség
a sebességet a nagysága és iránya adja meg

## Geocentrikus pályatípusok
Az alábbi lista a különböző geocentrikus pályák különféle osztályozásait mutatja be.

### Magasság szerinti osztályozás
Alacsony Föld körüli pálya (LEO) – a keringési magasság legalább 160 km a tenger szintje felett. 160 km-en egy keringés a Föld körül körülbelül 90 perc-be telik.
Közepes Föld körüli pálya (MEO) – geocentrikus keringés a Föld felett 160 km-től 35.786 km-ig. Ennek határesete a geoszinkron pálya, ott pontosan 35.786 km magasságon történik a keringés. A keringés ideje nagyjából 1,5 óra és 24 óra közötti.
Geoszinkron pálya (GEO) – geocentrikus, kör alakú pálya. A keringési idő a pályán egyenlő egy sziderikus nappal, azaz egybeesik a Föld forgási idejével (ez valamivel kisebb, mint 24 óra). Az ilyen pályán keringő műhold a Földről mindig ugyanabban a pozícióban látszik. A keringés magassága 35.786 km.
Magas Föld körüli pálya (HEO) – geocentrikus keringés a geoszinkron pályánál nagyobb magasságban.

### Inklináció szerinti osztályozás
Poláris pálya: Olyan műholdpálya, ami átmegy a pólusok felett, ezért inklinációja közel 90 fok.
Poláris Nap-szinkron pálya: Egy közel poláris pálya, ami átmegy az egyenlítőn, közel azonos helyi időben minden keringés során. Hasznos a fényképeket készítő műholdak számára, mert az árnyékok ugyanolyanok minden keringés során.
Kör alakú pálya: Olyan pálya, aminek excentricitása közel 0, a műhold körpályán halad.
Elliptikus pálya: Olyan pálya, aminek excentricitása 0-nál nagyobb, de kevesebb, mint 1, a műhold ellipszispályán halad.
Hohmann transzfer pálya: Orbitális pályamanőver, amikor két heliocentrikus pálya között mozog egy űrhajó. Minimális energiát igényel.
Geoszinkron transzfer pálya: Egy geocentrikus-elliptikus pálya, aminek legközelebbi pontja egy Alacsony Föld körüli pálya (LEO) magassága, a legtávolabbi pontja pedig egy geoszinkron pálya magassága.
Erősen elliptikus pálya (HEO): olyan geocentrikus pálya, aminek legtávolabbi pontja 35.786 km fölött van, a  legközelebbi pontja pedig 1000 km körül, ami azt eredményezi, hogy a legtöbbet a hosszú tartózkodási pont közelében tartózkodik.
Molnyija-pálya: Erősen elliptikus pálya, melynek inklinációja 63,4°, keringési ideje egy sziderikus nap fele (nagyjából 12 óra). Egy ilyen műhold a legtöbb időt egy kijelölt terület felett tölti.
Tundra pálya -  Erősen elliptikus pálya, melynek inklinációja 63,4°, keringési ideje egy sziderikus nap  (nagyjából 24 óra). Egy ilyen műhold a legtöbb időt egy kijelölt terület felett tölti.

### Excentricitás szerinti osztályozás
Kör alakú pálya – olyan pálya, aminek excentricitása nulla.
Elliptikus pálya – olyan pálya, aminek excentricitása nullánál nagyobb, de kevesebb, mint 1, a pályát egy ellipszis írja le.
Hohmann transzfer pálya: Orbitális pályamanőver, amikor két heliocentrikus pálya között mozog egy űrhajó. Minimális energiát igényel.
Geoszinkron transzfer pálya: Egy geocentrikus-elliptikus pálya, aminek legközelebbi pontja egy Alacsony Föld körüli pálya (LEO) magassága, a legtávolabbi pontja pedig egy geoszinkron pálya magassága.
Erősen elliptikus pálya (HEO): olyan geocentrikus pálya, aminek legtávolabbi pontja 35.786 km fölött van, a  legközelebbi pontja pedig 1000 km körül, ami azt eredményezi, hogy a legtöbbet a hosszú tartózkodási pont közelében tartózkodik.
Molnyija-pálya: Erősen elliptikus pálya, melynek inklinációja 63,4°, keringési ideje egy sziderikus nap fele (nagyjából 12 óra). Egy ilyen műhold a legtöbb időt egy kijelölt terület felett tölti.
Tundra pálya -  Erősen elliptikus pálya, melynek inklinációja 63,4°, keringési ideje egy sziderikus nap  (nagyjából 24 óra). Egy ilyen műhold a legtöbb időt egy kijelölt terület felett tölti.
Hiperbolikus pálya – a pálya excentricitása nagyobb, mint 1. A tárgy sebessége eléri, vagy meghaladja a szökési sebességet, ezért az objektum elhagyja a Föld gravitációs vonzását és tovább halad egyre lassuló sebességgel, ami egy véges érték, és úgy ismert, mint hiperbolikus sebesség.
Parabolikus pálya – a pálya excentricitása 1. Az objektum sebessége egyenlő a szökési sebességgel, ezért el tudja hagyni a Föld gravitációs vonzását.
Clarke pálya – egy másik név a geostacionárius pályára. Névadója az író, Arthur C. Clarke.
Geostacionárius pálya (GSO): a geoszinkron pályán az inklináció nulla. A földi megfigyelő számára a műhold fix pontnak látszik az égen.

### Keringési irány szerinti osztályozás
Prograde pálya – az objektum keringése az egyenlítői síkban megfelel a Föld a forgási irányának.
Retrográd pálya – az objektum keringése az egyenlítői síkban éppen ellentétes a Föld a forgási irányával.

### Geoszinkron osztályozás
Félig geoszinkron pálya (SSO) – a keringés tengerszint feletti magassága körülbelül 20.200 km, a  keringési idő körülbelül 12 óra.
Geoszinkron pálya (GEO) – a keringés tengerszint feletti magassága körülbelül 35.786 km. Egy ilyen műhold nyoma az égen egy analemma (8-as).
Geostacionárius pálya (GSO): A geoszinkron pályán az Inklináció nulla. A földi megfigyelő számára a műhold fix pontnak látszik az égen.

### Különleges osztályozás
Nap-szinkron pálya – olyan pálya, amin haladva a műhold a Föld bármely pontja felett azonos helyi időben halad át. A műhold állandó napfényben halad, elsősorban a képalkotó (pl. kém-műholdak), vagy az időjárást figyelő műholdak használják.
Holdpálya – a Hold átlagos távolsága a Földtől 384.403 km, és elliptikus, dőlt pályán kering.

### Nem geocentrikus osztályozás
Lópatkó alakú pálya – a pálya úgy tűnik egy földi megfigyelő számára, hogy az objektum a Föld körül kering, de valójában azonos pályán halad vele. Lásd például: 3753 (Cruithne), 2002 AA29 aszteroidák.
Orbitális repülés – olyan manőver, amikor egy űrhajó eléri a keringési magasságot, de nincs elég sebessége annak fenntartásához.
Szub-orbitális űrrepülés – szinonimája az orbitális repülésnek. A világűr határának tartott Kármán-vonal elérését értik alatta.

## Külső hivatkozások
- http://www.freemars.org/jeff/speed/index.htm
- http://www.tech-faq.com/medium-earth-orbit.shtml
- http://www.hq.nasa.gov/office/pao/History/conghand/traject.htm Archiválva 2015. május 4-i dátummal a Wayback Machine-ben
- https://web.archive.org/web/20100221072300/http://www.space.com/scienceastronomy/solarsystem/second_moon_991029.html
- http://www.astro.uwo.ca/~wiegert/3753/3753.htmlArchiválva+2012.+január+18-i+dátummal+a+Wayback+Machine-ben
- http://www.astro.uwo.ca/~wiegert/AA29/AA29.html Archiválva 2016. május 4-i dátummal a Wayback Machine-ben